# Terminátor: Genisys
A Terminátor: Genisys (eredeti cím: Terminator Genisys) 2015-ben bemutatott amerikai sci-fi akciófilm, melyet Alan Taylor rendezett, valamint Laeta Kalogridis és Patrick Lussier írt. A Terminátor-filmsorozat ötödik része. A főszerepben Arnold Schwarzenegger, Emilia Clarke, Jason Clarke, Jai Courtney, Lee Byung-hun, Dayo Okeniyi, Courtney B. Vance, Sandrine Holt, Matt Smith és J. K. Simmons látható. Az előző rész, a Terminátor: Megváltás folytatása, melyet 2009-ben mutattak be, valamint egyszersmind a korábbi két rész rebootja is.
Az Amerikai Egyesült Államokban 2015. július 1-én mutatták be, Magyarországon egy nappal később, július 2-án jelent meg szinkronizálva az UIP-Dunafilm forgalmazásában.
Ebben az epizódban, hasonlóan az első részhez, Kyle Reese utazik vissza 2029-ből 1984-be, hogy megvédje Sarah Connort. Amikor azonban megérkezik, rá kell döbbennie, hogy a múlt és a jövő megváltozott: Sarah nem egy védtelen lány, és egy átprogramozott Terminátor a védelmezője gyerekkora óta.
A film bár nem teljesített túl rosszul a mozipénztáraknál (a sorozat második legjövedelmezőbb filmje lett), kritikai szempontból megbukott. Így az e köré a film köré építendő trilógiát is törölték. Helyette 2019-ben, már az első két epizódot is rendező James Cameron irányítása alatt készült el a "Terminátor: Sötét végzet", ami ismét rebootolta a szériát, ezúttal a második résztől.

## Cselekmény
2029-ben John Connor (Jason Clarke), az emberi ellenállás vezetője, megindítja az utolsó offenzívát a Skynet ellen. Mielőtt elérhetnék a végső győzelmet, a Skynet (az első részben is bemutatott merész húzással) visszaküld az időgépe segítségével egy T-800-as Terminátort 1984. május 12-ére, hogy megölje Sarah Connort, John anyját, és így megváltoztassa a jövőt. John legmegbízhatóbb embere és barátja, Kyle Reese, önként jelentkezik, hogy visszatér a múltba megvédeni Sarah-t. Be is kerül az időgépbe, ám mielőtt visszajutna a múltba, azt látja, hogy egy Terminátor, aki a csapatuk egyik tagjának álcázta magát, és valójában a Skynet ebbe az egységbe töltötte át saját magát is, végez John-nal. Az időutazás közben Kyle furcsa látomásokat tapasztal, a saját gyerekkorából is.
Amikor megérkezik 1984-ben döbbenten tapasztalja, hogy a Skynet által küldött T-800-as Terminátorral könnyűszerrel végez Sarah Connor, és "Papa", egy másik, átprogramozott T-800-as, akik valakik azért küldtek Sarah gyerekkorába, 1973-ba, hogy megvédjék őt. Ezután azonban egy T-1000-es egység bukkan fel a semmiből, ugyanazzal a céllal. Miután Sarah, az oltalmazója és Kyle közösen végeznek a géppel, sav segítségével, ők ketten elmondják Kyle-nak, hogy készítettek egy időgépet ők is, hasonlót a Skynet modelljéhez, amivel 1997-be akarnak utazni, hogy megakadályozzák az Ítélet Napját. Kyle ekkor jön rá, hogy a látomások, amiket tapasztalt, azt mutatják, hogy a jövő megváltozott, és az egész idővonal ezért borult fel. Ezek hatására arra kéri őket, hogy ne 1997-be, hanem 20 évvel későbbre, 2017-be utazzanak, mert ő biztos abban, hogy a Skynet akkor aktiválódik.
Kyle és Sarah előre is utaznak 2017-be, ahol San Franciscóban, egy autópálya közepén jelennek meg. A rendőrség letartóztatja őket, eközben pedig rájönnek, hogy a Skynetet ebben a világban Genisys-nek hívják, de itt is egy olyan mesterséges intelligencia, ami hamarosan ott lesz a világ minden elektronikus eszközében, és már csak pár nap van a hálózatra kapcsolásáig. Váratlanul megérkezik John, aki megmenti őket a rendőröktől. Azonban az időközben megöregedett élő szövetű Papa is megérkezik, aki lelövi Johnt, mondván, hogy ő maga is egy Terminátor. Amikor Kyle visszautazott a múltba, látta, hogy Johnt megtámadják, azt viszont már nem tudhatta, hogy John nem halt meg, hanem a Skynet apró nanorobotok segítségével őt is egyfajta Terminátorrá alakította és a saját szolgálatába állította. Most már egyetlen célja csak az, hogy biztosítsa, hogy a Cyberdyne Systems kifejleszti a Genisyst (azaz magát a Skynetet), és megakadályozza, hogy bárki is elejét vegye az Ítélet Napja bekövetkeztének.
Egy nappal az aktiválás előtt hőseink menedékre lelnek, ahol nekilátnak készülődni a Genisys elpusztításának. Elindulnak, nyomukban John, azaz a T-3000-es Terminátor. Mire eljutnak a komplexumba, többször összecsapnak vele, ám érkezésükkor John előreállítja a Genisys indulását jelző órát 13 óráról 15 percre. Sarah, Papa és Kyle azt tervezik, hogy az üzem bizonyos pontjain robbanószereket helyeznek el, és eközben lerázzák magukról a T-3000-est. Az utolsó összecsapás során Papa beindítja az üzem kísérleti időgépét, amelynek mágneses mezeje magához vonzza a T-3000-es nanorészecskéit. Mindketten elpusztulnak, ám a megsemmisülés pillanatai közben a T-800-as maradványai beleesnek a közelben lévő, kísérleti mimetikus alakváltó anyagba, melynek hatására regenerálódik, és a T-1000-eshez hasonló képességek birtokosa lesz. Kyle és Sarah felrobbantják az üzemet, s így mindannyian megmenekülnek.
A záró jelenetekben felkeresik a fiatal Kyle Reese-t, akit a látomásaiban is látott módon figyelmeztet a Genisys okozta veszélyre, így biztosítva be, hogy ne álljon be időparadoxon. A legutolsó jelenetből kiderül, hogy noha a Genisys főhadiszállása megsemmisült, a rendszer magja, amit egy földalatti üzemben őriztek, megmaradt.

## Szereplők
| Színész                                  | Szerep                      | Magyar hang      |
| ---------------------------------------- | --------------------------- | ---------------- |
| Oltalmazó / Terminátor / T-800-as modell | Arnold Schwarzenegger       | Gáti Oszkár      |
| Terminátor (1984)                        | Aaron V. Williamson         | Gáti Oszkár      |
| Terminátor (1984)                        | Brett Azar                  | Gáti Oszkár      |
| John Connor / T-3000                     | Jason Clarke                | Czvetkó Sándor   |
| Sarah Connor                             | Emilia Clarke               | Gáspár Kata      |
| Kyle Reese                               | Jai Courtney                | Szabó Máté       |
| T-1000                                   | Lee Byung-hun               | Seszták Szabolcs |
| Matias hadnagy                           | Michael Gladis              | Holl Nándor      |
| O'Brien nyomozó                          | J. K. Simmons               | Barbinek Péter   |
| Timmons nyomozó                          | Otto Sanchez                | Takátsy Péter    |
| Danny Dyson                              | Dayo Okeniyi                | Maday Gábor      |
| Miles Dyson                              | Courtney B. Vance           | Galambos Péter   |
| Punk                                     | John Edward Lee             |                  |
| Punk                                     | Christion Troxell           |                  |
| Punk                                     | Luke Sexton                 |                  |
| Skynet                                   | Ian Etheridge (10 évesen)   | Nagy Gereben     |
| Skynet                                   | Nolan Gross (12-14 évesen)  | Ács Balázs       |
| Skynet                                   | Seth Meriwether (18 évesen) | Előd Álmos       |

## Folytatás
2014 szeptemberében a Paramount Pictures bejelentette, hogy egy új trilógia jön a közeljövőben. További két részt fognak még készíteni, amiket tervek szerint 2017. május 19-én és 2018. június 29-én mutatnak be. 2015. február 24-én Arnold Schwarzenegger bejelentette, hogy visszatér a következő két részben is. Ám mivel a Terminator: Genisys megbukott, ezért megszakították a folytatást, és ehelyett 2019-ben jött a Terminátor: Sötét végzet, ami a Terminátor 2. – Az ítélet napja közvetlen folytatása.